# 그리스 디아스포라
그리스 디아스포라(ελληνική διασπορά)란 전통적인 그리스 본토에서 벗어나 세계 전역에 흩어져 사는 그리스 이주민들을 말한다. 대개 남동부 유럽이나 소아시아에 분포한다. 이 디아스포라(離散)의 구성원은 그들의 정체성 규정 혹은 본토를 떠난 그들 조상들을 기준을 통해 판단할 수 있다.

## 역사

### 고대

##### 고전 그리스에서 로마 시대까지

기원전 6세기의 그리스 디아스포라

고대에 발칸반도와 소아시아에서 내려온 그리스 부족들이 바깥 세계로 무역과 식민지 건설을 확대하면서 그리스의 문화, 종교, 언어를 향유하는 사람들이 지중해와 흑해 연안 전역으로 퍼져나갔다. 이들은 시칠리아, 이탈리아 남부, 리비아 북부, 에스파냐 동부, 프랑스 남부, 흑해 연안에 그리스식 도시국가를 건설했다. 그리스인들은 400개 이상의 식민시를 건설했다. 알렉산드로스 대왕이 아케메네스 왕조를 정복하면서 헬레니즘 시대가 개막되는데, 이 시대에 그리스의 새 식민화 물결이 아시아와 아프리카 지역에 퍼져나갔으며, 이집트, 서남 아시아, 인도 북서부에서 그리스인들이 지배 계급을 이루게 된다.
수많은 그리스인들이 알렉산드로스의 새로운 헬레니즘 도시들로 이주했는데, 그 범위는 오늘날의 우즈베키스탄, 인도, 쿠웨이트까지 이르렀다. 셀레우키아, 안티오케이아, 알렉산드리아같은 헬레니즘 도시는 로마 시대까지 세계적으로 큰 규모의 도시였다. 로마 제국 지배하에서 그리스어는 제국 전역에서, 특히 동부 지역에서 라틴어 대신 링구아 프랑카의 지위를 누렸다. 기원후 4세기경 로마 제국이 그리스도교화되었고, 비잔티움 제국에 정교회가 뿌리내리면서, 정교회는 그리스인의 정체성을 규정하는 특징이 되었다.

##### 중세
7세기에 비잔티움의 헤라클레이오스 황제는 중세 그리스어를 제국의 공식 언어로 정했다. 그리스어는 레반트 지역을 비롯한 지중해와 흑해 지역에서 계속 쓰여 상인, 관료, 이주민 등 지역 주민 사이에서 그리스의 정체성을 보존했다. 얼마 안되어 이슬람 세력이 비잔티움 제국을 몰아내고 레반트, 이집트, 북아프리카, 이탈리아 남부를 정복했다. 대개 그리스 주민들은 계속 지역에 남아 할리파의 지배를 받았으며, 고전 그리스 저작들을 아랍어로 번역하는 데 도움을 주어 초기 이슬람 철학과 중세 이슬람의 과학이 발전하는 데 기여했으며, 이것이 다시 비잔티움 제국의 과학에도 기여했다. 이슬람 지배를 받던 그리스 디아스포라의 구성원들 사이에서 이슬람으로 개종하는 경우도 있는데, 그 중 12세기의 알 하지니가 유명하다

##### 비잔티움 제국의 멸망과 이탈리아를 향한 탈출
1453년 오스만 제국이 콘스탄티노폴리스를 함락하고 옛 그리스 땅을 정복하여 비잔티움 제국이 멸망하자, 많은 그리스인들이 콘스탄티노폴리스를 떠나 이탈리아로 피난을 갔다. 이들이 이탈리아로 흘러들어가면서 그동안 서유럽이 접하지 못했던 여러 그리스의 고전들도 함께 가져왔다. 덕분에 이들은 유럽 르네상스가 발흥하는 데 이바지했다. 상당수의 그리스인들은 베네치아, 피렌체, 로마에 자리잡았다.

### 근현대

##### 19세기
그리스 독립전쟁이 일어나고 그 이후로 그리스 디아스포라는 이 신생 국가에 중요한 존재였다. 이들은 본국에 자금을 대주고 해외의 정세를 파악했다. 그리스 상인 가족은 이미 다른 나라들과 접촉하고 있었고, 이 혼란기에 많은 그리스인들이 직물과 곡물 등을 교역하던 해외 지중해 연안 지역(프랑스의 마르세유, 이탈리아의 리보르노, 칼라브리아, 바리, 이집트의 알렉산드리아)와 러시아(오데사와 상트 페테르부르크)와 영국(런던, 리버풀)에 새 둥지를 틀었다. 사업은 흔히 대가족 전체가 함께 경영하는 식이었으며, 그리스어를 가르치는 학교와 그리스 정교 교회에 아이들을 보냈다. 시장이 변하고 이들이 더욱 성장하면서 랄리나 바글리아노 형제처럼 어떤 집안은 그리스인 지역 사회의 자금을 통해 사업을 확장하여 해운업자로 성장하기도 했다. 디아스포라 그리스인들이 경제적으로 성공하면서, 이들은 레반트, 북아프리카, 인도, 미국까지 진출했다.
콘스탄티노폴리스 조약 이후 정치 상황이 어느정도 안정되자 몇몇 이산 가족들은 신생 독립국 그리스로 돌아와서 이 나라의 (특히 아테네에서) 문화, 교육, 정계에서 중요 인사가 되기도 했다. 해외 그리스인들의 자금과 지원은 이들 가족들을 창구로 삼아 본토로 들어왔으며, 그리스 국립 도서관같은 기관들을 지원하고, 자연 재해가 일어나면 원조를 제공하기도 했다.

##### 20세기
20세기에 접어들자 수많은 그리스인들이 경제적인 이유로 고국 그리스 본토나 키프로스를 떠나 미국, 영국, 독일, 오스트레일리아, 캐나다, 멕시코, 남아프리카로 떠났는데, 이런 현상은 제2차 세계 대전(1939~45), 그리스 내전(1946~49), 터키의 키프로스 침공(1974)에 특히 두드러졌다.
제1차 세계대전 직후 벌어진 그리스-터키 전쟁 (1919년 ~ 1922년)으로 인해 오늘날 터키 땅에 살던 대부분의 그리스인들은 예부터 살던 땅에서 떠날 것을 강요받았다. 많은 이들이 그리스로 갔으나, 소련으로 간 사람들도 많았다.
그리스 내전 이후 일부 좌파 활동가들과 그 가족들이 정치적 이유로 유럽의 공산국가로 이주했다. 헝가리에는 그리스 이주민들이 완전히 새로 건설한 마을 벨로이안니스가 있다.
그 밖에 그리스인이 많이 사는 나라로는 스웨덴이 있는데, 오늘날 15,000명이 넘는 그리스계 스웨덴인이 살고 있다. 이후 많은 이주민들이 돌아갔지만, 이들 나라에는 아직도 상당한 수의 1세대, 2세대 그리스인들이 남아 그리스의 전통을 지키며 살고 있다.
1950년대 이집트에서는 나세르 대통령이 상당수의 그리스인들을 추방하였다. 당시 알렉산드리아는 고대로부터 그리스 문화의 중심지였으며, 그리스인들이 이 도시의 사업을 장악하고 있었다.
동유럽과 소련에서 공산주의가 몰락하자, 수세대에 걸쳐 자신들의 그리스 가계(家係)가 "사라진" 디아스포라 그리스인들이 현대 그리스의 아테네나 테살로니키 같은 주요 도시 지역 혹은 키프로스로 이주했다. 그루지야에서 그리스로 온 사람도 매우 많다.
폰토스 그리스인인 흑해 연안의 그들 땅에서 온 그리스인들을 일컫는 말이다.

## 그리스 국적
그리스 바깥에서 태어났어도 그리스의 혈통을 이어받은 사람이라면 누구나 귀화를 통해 그리스 시민이 될 수 있다. 이를 위해서는 그 사람의 부모와 조부모가 그리스인으로 태어났음을 증명해야 한다. 즉 신청자 본인의 출생 증명서 뿐 아니라 그리스 조상의 출생 증명서와 혼인 증명서도 필요하며, 그리스 시민권을 가진 친척과 신청자 사이의 관계가 증명되게끔 모든 일족들의 출생 증명서도 필요하다.

## 현재
그리스 디아스포라의 중심지로는 시카고, 런던, 뉴욕, 멜버른, 토론토가 있다.
그리스 외무부 산하의 그리스 해외 일반국에서는 그리스 디아스포라에 대한 여러 연구 자료를 축적해왔다.
오늘날 그리스와 키프로스 바깥에 거주하는 그리스인 총인구수는 논란의 여지가 있다. 인구조사에 따르면 그 수가 3백만 명 정도로 나온다. 그리스 해외 위원회(SAE)의 추정치에 따르면 약 7백만 명이라고도 한다. 해외 해당지역 사회에 통합되거나, 이민족과 결혼하거나, 그리스어를 버리는 경우 등도 디아스포라 그리스인을 정의하는 데 영향을 준다.

## 같이 보기
- 디아스포라
- 그리스 식민지
- 마그나 그라이키아
- 그리스어
- 폰토스 그리스어